# Lista elektrowni w Polsce

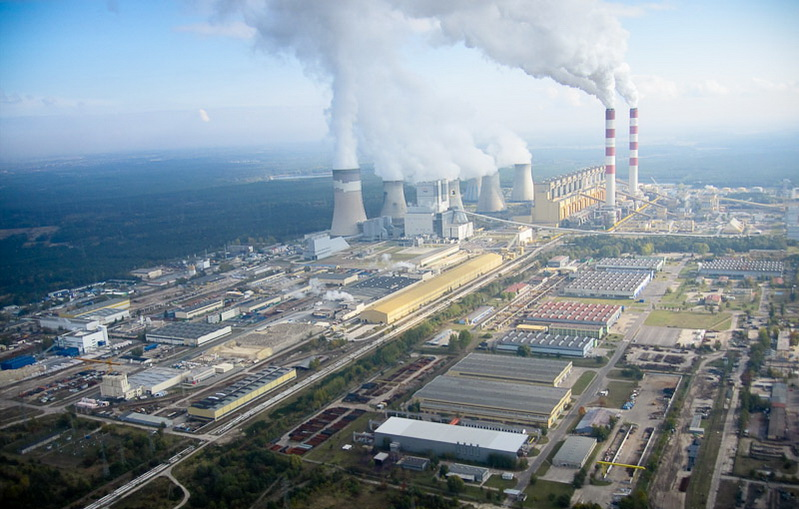
Elektrownia Bełchatów

W Polsce energię elektryczną produkują elektrownie cieplne, wodne, wiatrowe i słoneczne. Na początku stycznia 2021 roku ich łączna moc elektryczna zainstalowana wynosiła 45 029 MW. Jest to moc na ogół wystarczająca dla zaspokojenia krajowych potrzeb. Najwięcej energii wytwarzają elektrownie cieplne wykorzystujące węgiel kamienny i brunatny. Elektrownią cieplną o największej zainstalowanej mocy jest Elektrownia Bełchatów opalana węglem brunatnym, druga co do wielkości siłownia na węgiel na świecie.
W Polsce funkcjonuje również wiele elektrowni wodnych. Największą moc elektryczną zainstalowaną ma szczytowo-pompowa Elektrownia Wodna Żarnowiec. Elektrownie wodne przepływowe ze względu na małe spadki rzek i niewielki przepływ mają w Polsce stosunkowo małą moc. 
Energetyka wiatrowa w Polsce rozwija się od początku lat 90. XX wieku. Pierwszą przemysłową farmą wiatrową w Polsce była Elektrownia Wiatrowa Barzowice uruchomiona w 2001 roku. Dynamiczny rozwój elektrowni wiatrowych nastąpił po wstąpieniu Polski do Unii Europejskiej w maju 2004 roku. Moc zainstalowana wzrosła z 83,3 MW w 2005 roku do około 6000 MW w 2018 roku. Wszystkie farmy wiatrowe zlokalizowane są na lądzie. Udział w wytwarzaniu energii elektrycznej przez elektrownie wiatrowe z roku na rok rośnie i w 2016 roku wynosił w skali roku ok. 7%. W wietrznych miesiącach udział jest znacząco wyższy, w rekordowym lutym 2020 wiatraki zaspokoiły około 15% krajowego zużycia prądu i wygenerowały ponad 2,1 TWh energii.
Na koniec września 2016 roku w Polsce funkcjonowały 303 biogazownie, z czego 93 to biogazownie rolnicze, 106 to biogazownie wytwarzające energię z biogazu z oczyszczalni ścieków, a 100 instalacji wytwarzało energię z biogazu pochodzącego ze składowisk odpadów. 
W 2020 roku w Polsce działało 8 spalarni odpadów zdolnych do wytwarzania energii elektrycznej. Do 2023 roku mają powstać 3 nowe instalacje.
W Polsce nie ma elektrowni jądrowych. Jedynym działającym reaktorem jądrowym jest badawczy reaktor Maria, zarządzany obecnie przez Instytut Energii Atomowej. W latach 80. XX wieku rozpoczęto budowę elektrowni Żarnowiec, jednak prace przerwano na początku lat 90., głównie pod naciskiem protestów przeciwników energetyki jądrowej.

## Elektrownie zawodowe
W Polsce głównymi producentami energii elektrycznej są elektrownie zawodowe (systemowe) konwencjonalne. Elektrownie tworzą system wytwórczy w krajowym systemie elektroenergetycznym. W 2012 roku elektrownie zawodowe - produkujące energię w celu dystrybucji i sprzedaży w krajowym systemie energetycznym - wytworzyły 82% energii. Do jej wytworzenia zużyły 54,5% węgla kamiennego, 25,2% węgla brunatnego i 2,3% gazu. Elektrownie zasilane węglem kamiennym produkują niemal dwukrotnie więcej energii niż te spalające węgiel brunatny. Jednak produkcja oparta na węglu brunatnym jest bardziej ekonomiczna. 
Elektrownią o największej zainstalowanej mocy wynoszącej 5472 MW jest Elektrownia Bełchatów. Uruchomiona w 1981 roku opalana jest węglem brunatnym. Najmniejszą elektrownią jest Elektrownia Pomorzany ze 134 MW zainstalowanej mocy. Spośród 18 zakładów tylko 7 do produkcji energii wykorzystuje węgiel brunatny. Pozostałe są opalane węglem kamiennym. W ostatnim czasie szereg elektrowni przeszło modernizację, dzięki czemu do produkcji energii wykorzystuje się spalanie biomasy. Najwięcej elektrowni cieplnych znajduje się w województwie mazowieckim. Ponad 70% elektrowni należy do spółek skarbu państwa.
| Lp. | Nazwa                                              | Data oddania                      | Moc elektryczna zainstalowana [MWe] | Moc cieplna [MWt] | Paliwo                      | Bloki energetyczne [MW]                   | Operator       |
| --- | -------------------------------------------------- | --------------------------------- | ----------------------------------- | ----------------- | --------------------------- | ----------------------------------------- | -------------- |
| 1.  | Elektrownia Bełchatów miejscowość: Rogowiec        | 29.12.1981                        | 5102,00                             | —                 | węgiel brunatny             | 2 x 370 3 x 380 6 x 390 1 x 394 1 x 858   | PGE            |
| 2.  | Elektrownia Kozienice miejscowość: Świerże Górne   | 1972                              | 4016,00                             | —                 | węgiel kamienny             | 7 x 228 1 x 225 2 x 560 1 x 1075          | Enea           |
| 3.  | Elektrownia Opole miejscowość: Opole               | 1993                              | 3342,00                             | —                 | węgiel kamienny, biomasa    | 1 x 380 2 x 383 1 x 386 2 x 905           | PGE            |
| 4.  | Elektrownia Jaworzno III miejscowość: Jaworzno     | 12.1979                           | 2255,00                             | 50,60             | węgiel kamienny             | 6 x 224 (1 x 910)                         | Tauron         |
| 5.  | Elektrownia Połaniec miejscowość: Zawada           | 1979                              | 1882,00                             | —                 | węgiel kamienny, biomasa    | 1 x 225 (Biomasa) 2 x 225 1 x 239 4 x 242 | Enea           |
| 6.  | Elektrownia Rybnik miejscowość: Rybnik             | 31.12.1972                        | 900,00                              | —                 | węgiel kamienny             | 4 x 225                                   | PGE            |
| 7.  | Elektrownia Turów miejscowość: Bogatynia           | 30.10.1962                        | 2029,00                             | —                 | węgiel brunatny, biomasa    | 3 x 250 3 x 261 (1 x 496)                 | PGE            |
| 8.  | Elektrownia Dolna Odra miejscowość: Nowe Czarnowo  | 04.05.1974                        | 903,00                              | —                 | węgiel kamienny             | 2 x 222 1 x 232 1 x 227                   | PGE            |
| 9.  | Elektrownia Pątnów I miejscowość: Konin            | 1967 od 28.12.2024 pracuje 1 blok | 644,00                              | —                 | węgiel brunatny             | 6x 200 2 x 222 1 x 474                    | ZE PAK         |
| 10. | Elektrownia Łaziska miejscowość: Łaziska Górne     | 1917                              | 905,00                              | 196,00            | węgiel kamienny             | 3 x 225 1 x 230                           | Tauron         |
| 11. | Elektrownia Łagisza miejscowość: Będzin            | 1963                              | 460,00                              | 301,2             | węgiel kamienny             | 1 x 460                                   | Tauron         |
| 12. | Elektrownia Ostrołęka B miejscowość: Ostrołęka     | 20.12.1972                        | 681,00                              | —                 | węgiel kamienny, biomasa    | 1 x 221 2 x 230                           | Energa         |
| 13. | Elektrownia Adamów miejscowość: Turek              | 20.11.1964 zamknięta 01.01.2018   | 600,00                              | —                 | węgiel brunatny, gaz ziemny | 5 x 120 (1 x 600)                         | ZE PAK         |
| 14. | Elektrownia Siersza miejscowość: Trzebinia         | 1969                              | 306,00                              | 36,50             | węgiel kamienny             | 2 x 153                                   | Tauron         |
| 15. | Elektrownia Pątnów II miejscowość: Konin           | 29.02.2008                        | 474,00                              | —                 | węgiel brunatny             | 1 x 474                                   | ZE PAK         |
| 16. | Elektrownia Skawina miejscowość: Skawina           | 1957                              | 330,00                              | 588,00            | węgiel kamienny             | 4 x 110                                   | ČEZ            |
| 17. | Elektrownia Stalowa Wola miejscowość: Stalowa Wola | 03.05.1939                        | 450,00                              | —                 | gaz ziemny                  | 1 x 450 (gaz)                             | PGNiG i Tauron |
| 18. | Elektrownia Halemba miejscowość: Ruda Śląska       | 12.10.1962 zamknięta              | 200,00                              | 60,00             | węgiel kamienny             | 4 x 50                                    | brak           |
| 19. | Elektrownia Konin miejscowość: Konin               | 1958                              | 100,00                              | 212,00            | biomasa                     | 2 x 50                                    | ZE PAK         |

## Elektrociepłownie
W Polsce w 2009 roku funkcjonowało 55 cieplnych elektrowni zawodowych, które łącznie z elektrowniami zawodowymi dostarczyły 90% energii na rynek krajowy. Największą elektrociepłownią w Polsce i drugą w Europie jest Elektrociepłownia Siekierki.
| Lp. | Nazwa                                                                      | Data oddania      | Moc elektryczna zainstalowana [MWe] | Moc cieplna [MWt] | Paliwo | Bloki energetyczne           | Operator                |
| --- | -------------------------------------------------------------------------- | ----------------- | ----------------------------------- | ----------------- | --- | ---------------------------- | ----------------------- |
| 1.  | Elektrociepłownia Siekierki Miasto: Warszawa                               | 04.12.1961        | 622,00                              | 2068,00           | węgiel kamienny | 1x125MW, 3x105MW             | PGNiG                   |
| 2.  | Elektrociepłownia Białystok Miasto: Białystok                              | 1967              | 203,503                             | 499,1             | węgiel kamienny, biomasa | 2x55MW, 1x70MW, 1x23,5MW     | Enea                    |
| 3.  | Elektrociepłownia Kraków Miasto: Kraków                                    | 1970              | 480,00                              | 1118,00           | węgiel kamienny | 2x100MW, 2x90MW              | PGE                     |
| 4.  | Elektrociepłownia Żerań Miasto: Warszawa                                   | 21.07.1954        | 386,00                              | 1580,00           | węgiel kamienny |                              | PGNiG                   |
| 5.  | Elektrociepłownia Lublin-Wrotków Miasto: Lublin                            | 1976              | 231,00                              | 592,00            | węgiel kamienny, gaz ziemny | 1x231MW                      | PGE                     |
| 6.  | Elektrociepłownia Chorzów Miasto: Chorzów                                  | 14.05.1991        | 226,00                              | 590,00            | węgiel kamienny | 2x113MW                      | ČEZ                     |
| 7.  | Elektrociepłownia Ostrołęka A Miasto: Ostrołęka                            | 1956              | 75,00                               | 367,00            | węgiel kamienny, biomasa |                              | Energa                  |
| 8.  | Elektrociepłownia Lublin-Megatem Miasto: Lublin                            | 1956              | 34,04                               | 138,46            | węgiel kamienny, biomasa | 1x10,64MW, 1x12MW, 1×11,4 MW | Megatem                 |
| 9.  | Elektrownia Jaworzno II Miasto: Jaworzno                                   | 01.01.1953        | 190,00                              | 321,00            | węgiel kamienny, biomasa |                              | Tauron                  |
| 10. | Elektrownia Blachownia Miasto: Kędzierzyn-Koźle                            | 30.10.1957        | 158,00                              | 174,00            | gaz koksowniczy |                              | / TAMEH                 |
| 11. | Elektrownia Pomorzany Miasto: Szczecin                                     | 1940              | 134,20                              | 323,50            | węgiel kamienny | 2x67,1MW                     | PGE                     |
| 12. | Elektrociepłownia Fortum Częstochowa Miasto: Częstochowa                   | 2010              | 68,4                                | 129,1             | węgiel kamienny, biomasa |                              | Fortum Polska           |
| 13. | Andropol - Elektrociepłownia Miasto: Andrychów                             | 1955              |                                     |                   | |                              |                         |
| 14. | PKE SA Zespół Elektrociepłowni Bielsko-Biała EC1 Miasto: Bielsko-Biała     |                   | 50,82                               | 106,4             | węgiel kamienny | 1x50,82                      | Tauron                  |
| 15. | PKE SA Elektrociepłownia Bielsko - Północ EC2 Miasto: Czechowice-Dziedzice |                   | 55                                  | 172               | węgiel kamienny | 1x55                         | Tauron                  |
| 16. | Elektrociepłownia Boruta Miasto: Zgierz                                    |                   | 36,3                                | 276,00            | węgiel kamienny, węgiel brunatny |                              |                         |
| 17. | Zespół Elektrociepłowni Bydgoszcz Miasto: Bydgoszcz                        |                   | 177,00                              | 593,00            | |                              | PGE                     |
| 18. | Elektrociepłownia Bydgoszcz EC1 Miasto: Bydgoszcz                          |                   |                                     |                   | |                              |                         |
| 19. | Elektrociepłownia Bydgoszcz EC2 Miasto: Bydgoszcz                          |                   |                                     |                   | |                              |                         |
| 20. | Elektrociepłownia Bydgoszcz EC3 Miasto: Bydgoszcz                          |                   |                                     |                   | |                              |                         |
| 21. | H. Cegielski - ENERGOCENTRUM Miasto: Poznań                                |                   |                                     |                   | |                              |                         |
| 22. | Elektrociepłownia Wrocław Miasto: Wrocław                                  | 08.07.1901        | 262,6                               | 812               | węgiel kamienny |                              | KOGENERACJA SA          |
| 23. | Elektrociepłownia Czechnica Miasto: Siechnice                              | przełom XIX/XX w. | 100,00                              | 247,00            | węgiel kamienny, biomasa |                              | KOGENERACJA SA          |
| 24. | Elektrociepłownia Zawidawie Miasto: Wrocław                                |                   | 2,67                                | 21,15             | gaz ziemny |                              | KOGENERACJA SA          |
| 25. | Elektrociepłownia TAMEH - Zakład Wytwarzania Kraków Miasto: Kraków         | 22.07.1954        | 75,00                               | 538               | Gaz ziemny,gazy wielkopiecowe,gazy koksownicze                                                                                            | 1x55MW, 2x25MW               | TAMEH                   |
| 26. | Elektrociepłownia Płońsk Miasto: Płońsk                                    |                   | 2,008                               |                   | biomasa, węgiel kamienny | 1x2,008MW                    |                         |
| 27. | PGE Toruń Miasto: Toruń                                                    | 1985              | 107,00                              | 357,00            | gaz, olej opałowy |                              | PGE                     |
| 28. | Elektrociepłownia Gorzów Miasto: Gorzów Wielkopolski                       | 1950              | 243,3                               | 364               | gaz, węgiel |                              | PGE                     |
| 29. | Elektrociepłownia Zielona Góra Miasto: Zielona Góra                        | 1974              | 198                                 | 302               | gaz, olej opałowy | 1x126,1MW, 5x32              | PGE                     |
| 30. | Veolia Energia Łódź Elektrociepłownia nr 3 w Łodzi Miasto: Łódź            | 1968              | 205,85                              | 804               | węgiel kamienny, biomasa | 3x55MW, 1x40MW               | Veolia                  |
| 31. | Veolia Energia Łódź Elektrociepłownia nr 4 w Łodzi Miasto: Łódź            | 1977              | 198                                 | 820               | węgiel kamienny, biomasa | 2x50MW, 1x100MW              | Veolia                  |
| 32. | Elektrociepłownia Władysławowo Miasto: Władysławowo                        | 2002              | 11                                  | 17,7              | |                              | Energobaltic            |
| 33. | Elektrociepłownie Wybrzeże Elektrociepłownia Gdańska Ec2 Miasto: Gdańsk    |                   | 226,9                               | 726,1             | |                              | PGE                     |
| 34. | Elektrociepłownie Wybrzeże Elektrociepłownia Gdyńska Ec3 Miasto: Gdynia    |                   | 105,2                               | 480,3             | |                              | PGE                     |
| 35. | Elektrociepłownia Elbląg Miasto: Elbląg                                    |                   | 74                                  | 260               | węgiel kamienny, biomasa |                              | Energa Kogeneracja      |
| 36. | Zakład Wytwarzania Nowa Miasto: Dąbrowa Górnicza                           | 1972              | 180                                 | 466               | węgiel kamienny, gazy pochodzące z procesów hutniczych ArcelorMittal Poland Oddział w Dąbrowie Górniczej, gaz koksowniczy oraz gaz ziemny | 3x25MW, 1x55MW, 1x50MW       | TAMEH                   |
| 37. | Elektrociepłownia Włocławek Miasto: Włocławek                              | 2017              | 465                                 | 463               | gaz ziemny | 1x 465MV                     | PKN Orlen               |
| 38. | Elektrociepłownia Szczecin Miasto: Szczecin                                | 1916              | 68,5                                | 120               | biomasa | 1x68,5MW                     | PGE Energia Ciepła S.A. |

## Spalarnie odpadów z odzyskiem energii cieplnej
Część instalacji termicznego przekształcania odpadów jest w stanie produkować energię cieplną i elektryczną. 
Na początku XXI w. w Polsce działała jedna spalarnia odpadów komunalnych – ZUSOK w Warszawie. W latach 2015–2017 uruchomiono kolejnych 6 dużych spalarni odpadów komunalnych (w Białymstoku, Bydgoszczy, Koninie, Krakowie, Poznaniu i Szczecinie). W 2018 uruchomiono spalarnię w Rzeszowie, planowana jest już także jej rozbudowa. Do końca 2020 roku ma się zakończyć rozbudowa warszawskiej spalarni. Do końca 2023 roku mają się także zakończyć inwestycje w termiczne przekształcanie odpadów w Gdańsku, Olsztynie i Łodzi. Do 2024 roku PGE Energia Ciepła planuje wybudować jedną instalację w Bełchatowie w sąsiedztwie tamtejszej elektrowni.
| Lp. | Nazwa                                                                            | Data oddania | Technologia termicznego przetwarzania | Wydajność spalarni [ton/rok] | Wykorzystanie | Operator                                                                                           |
| --- | -------------------------------------------------------------------------------- | ------------ | ------------------------------------- | ---------------------------- | --- | -------------------------------------------------------------------------------------------------- |
| 1.  | ZTPO(Zakład Termicznego Przekształcania Odpadów) Miasto: Kraków                  | 2015         | rusztowa                              | 220 tys.                     | elektrociepłownia (kogeneracja) energia elektryczna: ok. 65 GWh/rok energia cieplna: ok. 280 GWh/rok                                                                                           | Ekospalarnia Kraków Krakowski Holding Komunalny SA                                                 |
| 2.  | ITPOK(Instalacji Termicznego Przekształcania Odpadów Komunalnych) Miasto: Poznań | 2017         | rusztowa                              | 210 tys.                     | elektrociepłownia (kogeneracja) energia elektryczna: energia cieplna: | SUEZ Zielona Energia Sp. z o.o. SUEZ Polska (50% udziałów), Marguerite Waste Polska (50% udziałów) |
| 3.  | ZTPOK(Zakład Termicznego Przekształcania Odpadów Komunalnych) Miasto: Bydgoszcz  | 2015         | rusztowa                              | 180 tys.                     | elektrociepłownia (kogeneracja) energia elektryczna: 54 GWh/rok energia cieplna: 648 TJ/rok | MKUO ProNatura Sp. z o.o.                                                                          |
| 4.  | EcogeneratorMiasto: Szczecin                                                     | 2017         | rusztowa                              | 176 tys.                     | elektrociepłownia (kogeneracja) moc elektryczna: 7 MW energia elektryczna: 55 GWh/rok moc cieplna: 28 MW Energia cieplna: 650 TJ/rok                                                           | EcoGenerator Zakład Unieszkodliwiania Odpadów Sp. z o.o.                                           |
| 5.  | ZUOK(Zakład Unieszkodliwiania Odpadów Komunalnych) Miasto: Białystok             | 2016         | rusztowa                              | 120 tys.                     | Tryb elektrowni moc elektryczna: 8,68 MW Tryb elektrociepłowni (kogeneracja) moc elektryczna: 6,08 MW moc cieplna: 17,5 MW energia elektryczna: ok. 43 GWh/rok energia cieplna: ok. 360 TJ/rok | PUHP "LECH" Spółka z o.o                                                                           |
| 6.  | ITPOE(Instalacja Termicznego Przetwarzania z Odzyskiem Energii) Miasto: Rzeszów  | 2018         | rusztowa                              | 100 tys.                     | Tryb elektrowni moc elektryczna: 7,6 MW Tryb elektrociepłowni (kogeneracja) moc elektryczna: 4,6 MW moc cieplna: 15,4 MW                                                                       | PGE Energia Ciepła SA                                                                              |
| 7.  | ZTUOK(Zakład Termicznego Unieszkodliwiania Odpadów Komunalnych) Miasto: Konin    | 2015         | rusztowa                              | 94 tys.                      | elektrociepłownia (kogeneracja) energia elektryczna: ok. 47 GWh/rok energia cieplna: ok. 120 TJ/rok                                                                                            | MZGOK Spółka z o.o.                                                                                |
| 8.  | ZUSOK (Zakład Unieszkodliwiania Stałych Odpadów Komunalnych) Miasto: Warszawa    | 2001         | rusztowa                              | 60 tys.                      | elektrociepłownia (kogeneracja) energia elektryczna: ok. 10 GWh/rok energia cieplna: ok. 243 TJ/rok                                                                                            | MPO w m. st. Warszawie Sp. z o.o.                                                                  |

## Biogazownie
Z rejestru wytwórców biogazu wynika, że na rok 2021 w Polsce znajduje się 117 instalacji biogazowych.
Część biogazowni jest wyposażona w agregaty prądotwórcze lub kogeneracyjne zdolne do produkcji energii elektrycznej i energii cieplnej.

## Elektrownie wodne
Zasoby hydroenergetyczne w Polsce wynoszą 13,7 TW-h rocznie. Najwięcej 45,3% przypada na Wisłę, 43,6% na dorzecza Wisły i Odry, 9,8% dla Odry, a 1,8% na rzeki Pomorza. W Polsce pracuje 727 elektrowni wodnych, z czego tylko 18 z nich o mocy większej niż 5 MW. Największą moc elektryczną zainstalowaną ma szczytowo-pompowa Elektrownia Wodna Żarnowiec. Jedyną w kraju elektrownią podziemną jest Elektrownia Porąbka-Żar. Najbardziej dynamiczny okres rozwoju hydroenergetyki zawodowej miał miejsce w latach 1968-1983 kiedy to uruchomiono pięć dużych elektrowni przepływowych, zbiornikowych i pompowych. Łączna moc zawodowych elektrowni wodnych wynosi 2042 MW, jednak 1366 MW przypada na elektrownie szczytowo-pompowe. Stanowi to 7,3% mocy zainstalowanej w krajowym systemie energetycznym. Energia wyprodukowana przez turbiny wodne wynosi 28% energii elektrycznej wytworzonej w technologii wykorzystującej odnawialne źródła energii, co z kolei stanowi niecałe 2% w całkowitej produkcji energii elektrycznej w Polsce. Duży wpływ na to ma nizinny charakter kraju, a także mały spadek rzek i ich niewielki przepływ. Do rozwoju hydroenergetyki najlepsze warunki mają Mazury, Pomorze, Sudety i Karpaty, jednak nie ma dużych przyrostów nowych instalacji.
| Lp. | Nazwa                                                             | Data oddania | Typ                     | Rzeka/Jezioro             | Moc elektryczna zainstalowana [MW] | Hydrozespoły [MW]          | Operator     |
| --- | ----------------------------------------------------------------- | ------------ | ----------------------- | ------------------------- | ---------------------------------- | -------------------------- | ------------ |
| 1.  | Elektrownia Wodna Żarnowiec miejscowość: Czymanowo                | 28.02.1983   | szczytowo-pompowa       | Jezioro Żarnowieckie      | 716                                | 4 x 179                    | PGE          |
| 2.  | Elektrownia Wodna Porąbka-Żar miejscowość: Międzybrodzie-Bialskie | 31.12.1979   | szczytowo-pompowa       | Soła                      | 500                                | 4 x 125                    | PGE          |
| 3.  | Elektrownia Solina miejscowość: Solina                            | 1968         | szczytowo-pompowa       | Jezioro Solińskie         | 200                                | 2 x 32 2 x 68              | PGE          |
| 4.  | Elektrownia Żydowo miejscowość: Żydowo                            | 1971         | szczytowo-pompowa       | Jeziora Kamienne, Kwiecko | 167                                | 1 x 57,6 1 x 59,1 1 x 62,6 | Energa       |
| 5.  | Elektrownia Wodna Włocławek miejscowość: Włocławek                | 17.10.1970   | przepływowa             | Wisła                     | 160,2                              | 6 x 26,7                   | Energa       |
| 6.  | Elektrownia Niedzica miejscowość: Niedzica                        | 01.09.1997   | szczytowo-pompowa       | Jezioro Czorsztyńskie     | 92,75                              | 2 x 46,375                 | ZEW Niedzica |
| 7.  | Elektrownia Rożnów miejscowość: Rożnów                            | 1942         | zbiornikowa             | Dunajec                   | 56,0                               | 4 x 14                     | Tauron       |
| 8.  | Elektrownia Koronowo miejscowość: Koronowo                        | 1961         | przepływowa             | Brda                      | 27,5                               | 2 x 13,75                  | Enea         |
| 9.  | Elektrownia Dębe miejscowość: Dębe                                | 1963         | przepływowa             | Jezioro Zegrzyńskie       | 21,18                              | 4 x 5,3                    | PGE          |
| 10. | Elektrownia Tresna miejscowość: Tresna                            | 1966         | przepływowa             | Soła                      | 21,0                               |                            | PGE          |
| 11. | Elektrownia Pilchowice miejscowość:                               | 1912         |                         | Bóbr                      | 13,252                             | 1 x 1,212 4 x 2,26 1 x 3,0 | Tauron       |
| 12. | Elektrownia Dychów miejscowość: Sobolice                          | 1951         | szczytowo-pompowa       | Bóbr                      | 88                                 |                            | PGE          |
| 13. | Elektrownia Porąbka miejscowość: Porąbka                          | 1953         | przepływowa             | Soła                      | 12,52                              |                            | PGE          |
| 14. | Elektrownia Wały Śląskie miejscowość:                             | 1956         |                         | Odra                      | 9,72                               | 4 x 2,43                   | Tauron       |
| 15. | Elektrownia Żur miejscowość:                                      | 1929         |                         | Wda                       | 9,0                                |                            | Enea         |
| 16. | Elektrownia Myczkowce miejscowość: Zwierzyń                       | 1961         | przepływowo-wyrównawcza | San                       | 8,32                               |                            | PGE          |
| 17. | Elektrownia Czchów miejscowość:                                   | 1954         | przepływowa             | Dunajec                   | 8,4                                | 1 x 4,0 1 x 4,4            | Tauron       |
| 18. | Elektrownia Bielkowo miejscowość:                                 | 1925         |                         | Radunia                   | 7,2                                | 3 x 2,4                    | Energa       |

## Elektrownie wiatrowe
Energetyka wiatrowa w Polsce rozwija się od początku lat 90. XX wieku. Pierwszy wiatrak produkujący energię elektryczną postawiono w 1991 roku przy wcześniej już istniejącej Elektrowni Wodnej w Żarnowcu. Była to turbina o mocy 150 kW. Później weszła ona w skład Farmy Wiatrowej Lisewo.
Pierwszą zawodową farmą wiatrową w Polsce była uruchomiona w kwietniu 2001 roku i nie działająca już Elektrownia Wiatrowa Barzowice, usytuowana w województwie zachodniopomorskim, w gminie Darłowo. Składała się ona z sześciu turbin o łącznej mocy 5 MW. W tym samym roku również w gminie Darłowo w Elektrowni Wiatrowej Cisowo uruchomiono 9 turbin Vestas V80 2 MW, co zwiększyło jej moc o 18 MW, do blisko 19 MW.
W 2013 roku Polska znajdowała się na 9. miejscu spośród państw Unii Europejskiej pod względem mocy zainstalowanej w energetyce wiatrowej.